# Raquel Álvarez Lafuente
Raquel Álvarez Lafuente (Gijón, 8 de agosto de 1985) es una jugadora de balonmano que juega de guardameta en el motivemarket.com Gijón La Calzada de la División de Honor española.

## Trayectoria
Inició su carrera en la máxima división en el FEVE Gijón, a principios de la primera década del siglo XX, donde coincidió bajo palos con la internacional Ana Temprano. Fue miembro de los últimos años del histórico Mar Sagunto (denominado por aquel entonces, Valencia Aicequip).
En su segunda temporada, la mejor portera de la Liga A-2 hizo que cambiara el Merignac por el Nantes en la máxima división francesa. De Francia saltó a Eslovaquia, para jugar con el MKS Iuventa Michalvce, con la que jugó sus primeros partidos en Europa.
En 2018 volvió a jugar en el equipo fabril, tras la salida de Renata Lais y Michaela Ciobanu, con el que juega en la máxima división española.Con el conjunto asturiano volvió a competir en Europa llegando a cuartos de final de la 2022/23. Ese mismo año sufrió una lesión en un dedo que la mantuvo unos meses fuera de los terrenos de juego.

### Selección española
Habitual de la selección juvenil y júnior española, con las que llegó a vestir hasta en 36 ocasiones la elástica nacional, no llegó a debutar con la selección absoluta.

### Clubes
- 2010-12:  Valencia Aicequip
- 2012-14:  Merignac (A-2)
- 2014-15:  Nantes (A-1)
- 2015-17:  MSK Iuventa Michalovce
- 2018-:  Club Balonmano La Calzada

|          | Liga | Copa | EHF |
| -------- | ---- | ---- | --- |
| Partidos | 150  | 12   | 20  |
| Goles    | 1    | 0    | 0   |
| Fuente   |      |      |     |

## Vida
Tras la muerte de su padre, Miguel Ángel Álvarez Baños, el que fuera presidente de La Calzada durante 20 años, volvió a Gijón en 2018 para trabajar la confitería La Fé, un negocio fundado en 1938 y dirigir el club fabril, en el que sólo estuvo un año al frente.